# Marieby
Marieby est une localité de Suède située dans la commune d'Östersund du comté de Jämtland. Elle couvre une superficie de 0,82 km2. En 2010, elle compte 236 habitants.

## Histoire
À Marieby se trouve l'église de Marieby, consacrée en 1890.
Au-dessus des ruines de la vieille église se trouve la ferme de Marieby (Marieby hembygdsgård). L'ancien bâtiment résidentiel abrite désormais un musée contenant des antiquités du village.
En 1920, l'électricité a été raccordée et, en 1924, les bus ont commencé à circuler.
Sur les rives du lac Storsjön se trouve une grande carrière où sont organisés des spectacles de danse et de musique. Entre autres choses, Stenkult est organisé par des étudiants d'Östersund.

## Économie
Le village est connu pour ses carrières, où la pierre a été utilisée pour construire de nombreuses maisons à Östersund. 